# Achiel Mengé
Achille François Henri (Achiel) Mengé (Brugge, 6 december 1900 - aldaar, 5 april 1966) was een Belgische roeier. Hij nam eenmaal deel aan de Olympische Spelen en behaalde daarbij geen medaille. Hij veroverde een bronzen medaille op de Europese kampioenschappen en 19 Belgische titels.

## Loopbaan
Mengé werd in 1924 Belgisch kampioen op de vier met stuurman en de acht samen met zijn clubgenoten van Sport Nautique de Bruges. Door onenigheid vielen deze teams echter uit elkaar en daarom begon hij in 1926 met skiff.
In 1928 onttroonde hij Fernand Vintens als Belgisch kampioen skiff. Ook op de dubbeltwee werd hij samen met André Houpelyne Belgisch kampioen. Later dat jaar werden ze op de  Olympische Spelen in Amsterdam  uitgeschakeld in herkansingen van de eerste ronde.
Mengé werd in 1929 opnieuw Belgisch kampioen in de skiff. op de  Europees kampioenschappen dat jaar veroverde hij de bronzen medaille. In 1937 veroverde hij zijn tiende opeenvolgende titel in de skiff. Voor deze prestatie werd hij gehuldigd door zijn stad Brugge en door de Koninklijke Belgische Roeibond.
Vermits Houppelyne in 1928 gestopt was, diende Mengé een andere ploegmaat te vinden voor de dubbel twee. Tot 1936 veroverde hij met nog drie verschillende ploegmaten het Belgisch kampioenschap. In 1932 werd hij samen met Joseph Verstraete vierde op de Europese kampioenschappen in Belgrado.
Mengé werd na zijn actieve carrière trainer bij zijn club.

## Palmares

### skiff
- 1928:  BK in Langerbrugge - 7.55
- 1929:  BK
- 1929:  EK in Bydgoszcz
- 1930:  BK
- 1930:  BK
- 1931:  BK
- 1932:  BK
- 1932: DNS fin. EK in Belgrado
- 1933:  BK
- 1934:  BK
- 1935:  BK
- 1936:  BK
- 1937:  BK

### dubbel twee
- 1927:  BK - 7.59
- 1928:  BK - 7.34
- 1928: 2e herkansing 1e ronde OS in Amsterdam - 7.56,6
- 1930:  BK
- 1931:  BK
- 1932:  BK
- 1932: 4e EK in Belgrado - 7.14,4
- 1933:  BK
- 1934:  BK
- 1936:  BK

### vier met stuurman
- 1924:  BK

### acht
- 1924:  BK